# Kościelna Góra
Kościelna Góra [kɔɕˈt͡ɕelna ˈɡura] est un village polonais de la gmina de Nowa Sucha dans le powiat de Sochaczew et dans la voïvodie de Mazovie.